# Trappistenkloster Bela Vista
Das Trappistenkloster Bela Vista (lat. Monasterium Beatae Mariae de Bello Visu) ist seit 1958 ein angolanisches Kloster der Trappisten zuerst in Cachiungo, Erzbistum Huambo, dann in Benguela, Bistum Benguela.

## Geschichte
Die spanische Trappistenabtei San Isidro de Dueñas gründete 1958 unter Erzbischof Daniel Gomes Junqueira (1894–1970) in Cachiungo (portugiesischer Kolonialname: Bela Vista) unweit der  Benguelabahn das Kloster Nossa Senhora de Bela Vista, das 1971 zum Priorat erhoben, jedoch unter den Wirren des Bürgerkriegs in Angola in den siebziger Jahren verwüstet wurde. Die meisten Mönche kehrten nach Spanien zurück. Das Kloster wurde nach Cavaco-Benguela verlegt. 2011 ging unter dem Ortsbischof Eugénio Dal Corso (* 1939) aus dem in die Krise geratenen Kloster das Centro de Espiritualidade Diocesana da Trapa („Diözesanes Zentrum für Spiritualität“, Oberer: Venâncio Branco) hervor. Einige Mönche wechselten nach Olinda (Brasilien), Erzbistum Olinda e Recife, in das Kloster Mosteiro de Nossa Senhora do Monte, später in die Trappistenabtei Novo Mundo. 2014 besuchte Nuntius Novatus Rugambwa das Zentrum für Spiritualität. Die Ordensleitung betrachtet das Kloster als nicht geschlossen. Bischof Mateus Feliciano Augusto Tomás (1958–2010) war vorübergehend Novize in Bela Vista.

## Obere und Prioren
- Roberto Fernandez Manzanal (1958–1965)
- Gerardo Lopez Rodriguez (1965–1971)
- Alberto Gomas de las Barcenas (1971–1983)
- Ignacio Arnáiz (1983–1986)
- Luis Tarraco Planas (1987–1989)
- Roberto (Benjamín) Fernandez (1989–1995)
- Francisco Kayengenga (1995–2001)
- Barnabé Sawongo (2001–2010)
- Bernardo Bonowitz, Abt der Trappistenabtei Novo Mundo in Brasilien, (Administrator zur Abwicklung des Klosters)